# 182. п. н. е.

## Смрти
- Ханибал се убио јер није желио да падне у руке Римљанима.